# چئونجوسان
چئونجوسان (به لاتین: Cheonjusan) یک کوه در کره جنوبی است که در استان گیونگ‌سانگ شمالی واقع شده‌است. چئونجوسان ۸۲۴ متر بالاتر از سطح دریا واقع شده‌است.